# Дуринди
«Дуринди» (англ. Ass Backwards, також «Назад в дупу») — американська пригодницька комедія режисера Кріса Нельсона, що вийшла 2013 року. У головних ролях Джун Діана Рафаель, Кейсі Вілсон, Джон Краєр, Вінсент Д'Онофріо і Алісія Сільверстоун.
Сценаристами були Джун Діана Рафаель і Кейсі Вілсон, продюсерами — Моллі Коннерс і Хізер Рей. Вперше фільм продемонстрували 21 січня 2013 року в США на 29-ому щорічному кінофестивалі «Санденс». В Україні у кінопрокаті прем'єра фільму відбулась 29 травня 2013.

## Сюжет
Дві найкращі подруги (Кейт і Хлоя) розпочали подорож через всю країну до їх рідного міста, щоб спробувати перемогти у конкурсі краси. Дівчата впевнені, що ніхто не може скласти їм конкуренцію.

## У ролях
| Актор               | Персонаж           | Роль |
| ------------------- | ------------------ | ---- |
| Джун Діана Рафаель  | Кейт англ. Kate    |      |
| Кейсі Вілсон        | Хлоя англ. Chloe   |      |
| Алісія Сільверстоун | Лорел англ. Laurel |      |
| Джон Краєр          | Дін англ. Dean     |      |
| Вінсент Д'Онофріо   | Брюс англ. Bruce   |      |
| Боб Оденкерк        | Pageant MC         |      |

## Сприйняття

### Критика
Фільм отримав здебільшого негативні відгуки: Rotten Tomatoes дав оцінку 28 % на основі 18 відгуків від критиків (середня оцінка 4,5/10) і 14 % від глядачів (401 голос). Загалом на сайті фільми має негативний рейтинг, фільму зарахований «гнилий помідор» від кінокритиків і «розсипаний попкорн» від глядачів, Internet Movie Database — 4,2/10 (1 411 голосів), Metacritic — 37/100 (10 відгуків критиків). Загалом на цьому ресурсі від критиків фільм отримав негативні відгуки.

### Виноски
1. 1 2  Ass Backwards: Release Info (англ.). Internet Movie Database. Процитовано 27 вересня 2014.
2. 1 2  Оторвы. Премьеры (рос.). КиноПоиск. Процитовано 27 вересня 2014.
3. 1 2  Ass Backwards (англ.). Internet Movie Database. Архів оригіналу за 12 вересня 2014. Процитовано 27 вересня 2014.
4. ↑  Ass Backwards: Full Cast & Crew (англ.). Internet Movie Database. Процитовано 27 вересня 2014.
5. ↑  Ass Backwards (англ.). Rotten Tomatoes. Архів оригіналу за 17 березня 2016. Процитовано 27 вересня 2014.
6. ↑  Ass Backwards (англ.). Metacritic. Архів оригіналу за 12 квітня 2014. Процитовано 27 вересня 2014.